# Simaxis
Simaxis (sardinsky: Simàghis) je italská obec (comune) v provincii Oristano v regionu Sardinie. Nachází se ve výšce 7 metrů nad mořem a má přibližně 2 100 obyvatel. Rozloha obce je 27,82 km².